# Die Schiffbrüchigen von Ythaq
Die Schiffbrüchigen von Ythaq ist eine Comic-Serie von Autor Christophe Arleston und Zeichner Adrien Floch.
Die Hauptfigur, die Astronavigatorin Granit, strandet auf dem Planeten Ythaq, als das Kreuzfahrtraumschiff Kometenstaub, auf dem sie Dienst tut, dort Schiffbruch erleidet. Gemeinsam mit dem Bordtechniker Narvarth und der zickigen Passagierin Callista ist sie auf Ythaq zunächst auf sich gestellt und muss ums Überleben kämpfen. Es stellt sich heraus, dass den Absturz der Kometenstaub ein großes Geheimnis umgibt, das es zu lösen gilt, wenn sie von dem Planeten wieder entkommen wollen.
Das Werk lässt sich in die Genre Science-Fiction und Action einordnen.

## Handlung
Die Astronavigatorin Granit Welgoat hat wegen ihrer ständigen Verspätungen beim Dienstantritt auf dem Kreuzfahrtraumschiff Kometenstaub der Silver Star Lines Strafarbeit als Barkeeperin zu verrichten. Als die Kometenstaub aufgrund eines ungeklärten Phänomens auf dem unbekannten Planeten Ythaq abstürzt, überlebt sie als eine von wenigen. Zusammen mit dem Bordtechniker Narvarth Bodyssey und der nervigen, dünkelhaften Passagierin Callista von Sargamore versucht sie sich zu orientieren. Die beiden müssen sich mit den Banfoos auseinandersetzen, einem Volk von Ythaq, und lernen den Feng Tao kennen, der ihnen bei Flucht vor den Banfoos hilft. Narvarth, der in Callista verliebt ist, übersieht dabei im Lauf der Ereignisse Granits zurückhaltende Avancen. Inzwischen hat auch Dhokas, der brutale Handlanger der Markgräfin Ophyde die Verfolgung der Schiffbrüchigen aufgenommen. Ophyde herrscht über einen Teil Ythaqs und will von den Schiffbrüchigen neue Technologien erhalten. Auf der Flucht vor Dhokas und dessen Söldnern offenbart Granit die seltsam Kraft, Feuer beherrschen und es lenken zu können. Callista wird derweil von Ophyde gefangen genommen, jedoch gelingt es ihr, Ophyde zu töten und deren Platz einzunehmen. (Band 1)
Granit und Narvath sind gemeinsam mit Tao und dem Banfoo Krurgor auf dem Weg nach Kreac'h, wo sie Callista in Gefangenschaft vermuten, ohne jedoch zu wissen, dass diese den Platz von Ophyde eingenommen hat. Ophydes Zwillingsschwester erkennt zwar den Betrug, doch wird sie selbst von Callista öffentlich der Täuschung beschuldigt. Dhokas spielt auf Callistas Seite mit und hilft ihr, Ophydes Schwester gefangen zu nehmen, um damit Callista erpressen und selbst heimlich die Herrschaft ausüben zu können. Unterdessen gelangen Callista und ihre Freunde nach Kreac'h und befreien, in Unkenntnis des Doppelspiels, Ophydes gefangengesetzte Schwester aus dem Kerker. Derweil lässt Dhokas Callista in den Kerker schaffen, in den Wirren der Kämpfe finden die Schiffbrüchigen zusammen und können mit einem in Ophydes Palast gefundenen Kleinstraumschiff fliehen. Granits Feuerfähigkeiten treten immer klarer zutage: sie ist ein so genannter Gluter, kann also Feuer beherrschen. Es scheint noch weitere Gaben zu geben, mit denen die anderen Elemente Luft, Wasser und Erde beherrscht werden können. Da die Gluter offenbar die stärksten Begabten sind, sind sie von besonderem Interesse. (Band 2)
Granit, Narvarth, Callista, Tao, Krurgor und einige weitere aufgelesene Besatzungsmitglieder der abgestürzten Kometenstaub fliehen mit dem erbeuteten Raumschiff vor Dhokas in Richtung des Notsignals eines Schiffs der Silver Star Lines. Während Narvarth weiterhin Callista anhimmelt, ist Granit darüber frustriert. Als eines Nachts jedoch Tao und Callista verschwinden, folgen Granit, Narvarth und Krurgor ihnen, während die Besatzungsmitglieder in Richtung Notsignal weiterfliegen. Als sich die Truppe in der Feng-Stadt Wettra wiedervereint, enthüllt Tao, dass er Callista braucht, um ein Siegel zu öffnen. Callista trägt ein Mal auf ihrer Stirn, seitdem sie Ophydes Stirnband getragen hat. Dieses Mal kann offenbar das Siegel lösen und damit das Logbuch des ersten Sternenschiffes, dass auf Ythaq landete, freigeben. Die Truppe beschließt, sich durch die von Monstern besiedelten tiefen Ebenen der Stadt zu schlagen, um das Logbuch zu finden. Als sie es schließlich ergattern und mit Callistas Mal öffnen, gibt es lediglich Hinweise auf eine Meuterei der Passagiere an Bord frei. Unterdessen hat Dhokas mit seiner Söldnertruppe den Eingang nach Wettra erreicht und wartet darauf, dass die Schiffbrüchigen wiederkommen. Dabei wird er durch Khengis überrascht, dem Anführer einer großen Söldnerarmee. Dieser nimmt Dhokas gefangen und beginnt, sich für die Schiffbrüchigen zu interessieren. (Band 3)
Der Hauptteil der Kometenstaub mit Mannschaft und Passagieren konnte in einer Eiswüste notlanden und wurde kurz darauf von Khengis' Horden eingekreist und seitdem belagert. Noch reicht die Schiffsenergie, um dessen Truppen zurückzuschlagen, aber sie droht allmählich zur Neige zu gehen. Behindert durch Hinterhalte und Verrat, kommen Granit und ihre Freunde nur langsam auf dem Weg zur Kometenstaub voran. Granits Feuerfähigkeiten entfalten sich immer stärker, da sie allmählich Gefallen an ihrer neuen Kraft findet. Bereits im Eismeer angekommen, werden sie kurz vor der Kometenstaub doch noch von Khengis gefangen genommen. Dort treffen sie auch auf den ebenfalls in Gefangenschaft befindlichen Dhokas. Dank Granits Glutergabe kann die kleine Truppe mitsamt Dhokas entkommen und gelangt schließlich in die Kometenstaub. Durch die Flucht erfährt Khengis von Granits Fähigkeiten und will sie nun umso verbissener gefangen nehmen. Als die Flüchtigen endlich im Schiff ankommt, erkennt Granits Kommandantin in Dhokas den Inhaber der Silver Star Lines, Myrthellius Kharmon Dhokas, einen der reichsten Männer der Galaxis. (Band 4)
Khengis' Armee rückt stetig näher, da die Energiereserven des Schiffes abnehmen und die Waffen dadurch immer weniger Feuerkraft einsetzen können. Während Granit Dhokas zu einem Geständnis zu zwingen versucht und dafür von der Kommandantin verhaftet wird, startet Khengis einen überraschenden Angriff. Zwar kann Narvarth kurzzeitig einen Thermalreaktor in Betrieb nehmen, um das Schiff mit neuer Energie zu versorgen, jedoch wird dieser rasch durch einen Gegenschlag Khengis' zerstört. Seine Armee scheitert aber bald an der undurchdringlichen Außenhülle des Schiffes. Erst als Dhokas mit einem Gleiter aus der Kometenstaub durch eine Hangarschleuse flieht, können Khengis' Truppen durch diese Öffnung eindringen. Narvarth, Callista und Tao befreien Granit aus ihrer Haft, während Besatzung und Passagiere des Schiffes vergeblich um ihr Leben kämpfen. Khengis lässt die meisten Schiffbrüchigen töten. Granit und ihre Freunde nehmen umgehend nach ihrer Flucht vom eroberten Schiff Dhokas' Verfolgung auf. Als sie ihn beinahe in einem Vulkan erwischen, werden sie von einer seltsamen Sphäre in eine merkwürdige Welt transferiert. Die mit ihnen aus der Kometenstaub geflüchtete Feng Leah eröffnet ihnen, dass sie alle offenbar Teil eines riesigen Spiels sind. (Band 5)
Granit erfährt von Dhokas, dass alle Schiffbrüchigen auf Ythaq unfreiwillige Teilnehmer eines Spiels sind. Nur wenige Spieler wie Dhokas, Kenghis oder Leah wissen darum, so nun auch Granit und ihre Gruppe. Kenghis verfolgt währenddessen seinen zu einem Skopander mutierten Widersacher Hetzel. Die Gruppe um Granit findet sich unterdessen nach einem eigenartigen Transport auf einer kleinen, tropischen Insel wieder, die offenbar auch andere Gestrandete beherbergt. Callista tötet irrtümlicherweise zwei Pandhes und muss fortan für deren zwei Nachkommen sorgen. Während die Gruppe die Insel erkundet und eine Gruppe weiterer Gestrandeter kennenlernt, verändert sich Narvarth. Seine Verletzung durch einen Skopander hat ihm einen Parasiten eingebracht, der ihn zu beherrschen beginnt. Dessen Ziel ist es, im Auftrag der merkwürdigen Ythen, die vier Fähigkeit der Elementbeherrschung in Narvarth zu vereinen. Granit ist somit in Gefahr, durch Narvarth getötet zu werden, sobald dessen Parasit die Oberhand gewinnt. Nach dessen erstem Angriff auf Granit schlägt Callista Narvarth regelmäßig bewusstlos. Durch einen Regensturm zur Flucht getrieben, versteckt sich die Gruppe in einem Tempel. Dort wird Narvarth schließlich unter Wasser zu einer Kammer hingezogen und verschwindet. Granit, Krurgor und weitere folgen ihm. In einer Art Kommandozentrale angekommen, eröffnet Krurgor den dort anwesenden Hersheen, das er den Sieg des Spiels beansprucht, da er als einziger Spiele alle Elemente versammelt habe. Granit wird klar, das Krurgor einer der Spieler ist und sie hintergangen hat. Wütend zerstört sie Geräte, die der Spielsteuerung dienen, woraufhin der Inselvulkan auszubrechen droht. (Band 6)
Narvarth treibt auf dem Ozean wieder auf die Insel zu. Mittlerweile wird durch den von Granit gefangen genommenen Krurgor die Vorgeschichte des Spiels erzählt: die Hersheen rekrutierten im Auftrag der Ythen gelangweilte Superreiche oder Mächtige der Galaxis für die Teilnahme an einem planetarischen Spiel auf der Welt Ythaq. Als Preis winkt dem Gewinner das ewige Leben, wodurch sich trotz der Gefährlichkeit immer wieder neue Spieler rekrutieren ließen. Die Motivation der Ythen bleibt unklar. Unterdessen hat die Gruppe der Schiffbrüchigen ihr Schiff fertiggestellt und sticht in See. Granit, Callista, Tao und der gefangene Krurgor verbleiben auf der Insel, um weitere Antworten und Narvarth zu finden. Von Piraten aufgebracht, deren Schiff von den Ythen versenkt wird, werden die Schiffbrüchigen zur Insel zurückgetrieben. Dort nehmen die Piraten Geiseln und zwingen die Schiffbrüchigen zur Arbeit an einem neuen Schiff. Auch Narvarth ist eingetroffen, der sich in Granits Gegenwart stetig stärker beherrschen muss. In einer Installation der Hersheens findet Leah ein Transferportal in die Stadt Dhorna, wo sie sich Waffen beschaffen. Calista wirft sich dort dem reichen Händler und Ratsmitglied Malko an den Hals und bleibt. Gerade noch rechtzeitig, bevor einige der Piraten zweien der gefangenen Mädchen Gewalt antun wollen, kehrt Granit mit ihrer kleinen Truppe zurück und greifen an. Granit verbrennt die Piraten mit ihrer Gluter-Fähigkeit, als die Geiseln befreit sind. In diesem Moment stürzt ein weiteres Raumschiff am Strand der Insel ab. (Band 7)
Der planvoll zum Absturz gebrachte Militärkreuzer Enola 47 wurde ausgesandt, um das Verschwinden der vielen Raumschiffe im Sektor Ythaq zu untersuchen. Narvarths Parasit übernimmt ihn erneut und führt ihn in den Kreuzer, um dort die Gaben zur Beherrschung von Luft und Wasser von zwei Trägern an sich zu bringen, die sich dort an Bord befinden. Er saugt diese aus und tötet sie durch. Die Besatzung der Enola kommt in Kontakt mit Granit, Krurgor, Leah und Tao und holt diese an Bord. Die Forscher an der Enola finden heraus, das im Planeten Ythaq selbst ein riesiges Wesen steckt, das sie für verantwortlich für das Verschwinden der Raumschiffe und eine Bedrohung halten. Sie fassen den Plan, den Planeten zu sprengen. Narvarth hört dies mit und befreit und flüchtet mit Granits Truppe vom Schiff nach Dhorna, ein Kommando der Enola 47 auf den Fersen. Die Militärs lösen auf der Suche in Dhorna ein Chaos aus und treffen dabei auf den erbitterten Widerstand der Stadt. Die Flüchtenden treffen dort auf Callista, die sich angesichts des Luxus, in dem sie nun endlich leben kann, dazu entschlossen hat, bei Malko zu bleiben. Als sich dieser unter dem Eindruck des Angriff Granits und ihrer Truppe entledigen will, können diese nur knapp durch die Kanalisation entkommen. Narvarth sondert sich ab und trifft auf einen Träger der Gabe des Feuers, überwältigt und tötet diesen. Damit verfügt er über alle vier Gaben. (Band 8)
Es wird die Vorgeschichte des Kampfes der Zivilisation der Targylls gegen das böse Wesen Sarkun'hr Mortmer geschildert. Diese nahmen dem Weltenfresser seine vier entscheidenden Kräfte Feuer, Erde, Luft und Wasser und verbannten ihn in den Planeten Ythaq. Granit und ihre Freunde sind derweil auf der Flucht in Dhornas Armenviertel von den Binsenflechtern aufgelesen worden, die sie gefangen halten. Narvarth kämpft auf der Suche nach Granit mit dem ständigen Rezitieren von Gedichten gegen den stärker werdenden Einfluss des Parasiten, der von Sarkun'hr Mortmer beherrscht wird. Er kann seine Freunde befreien und sie flüchten in die Wildnis. Währenddessen hat Malko den Zusammenhang zwischen Callista, Granit und dem Angriff der fremden Militärs hergestellt und übergibt Callista an diese, um dadurch die Militärs zum Abzug zu bewegen. Im Wald kommen Granit, Narvarth und die anderen zur Ruhe und Narvarth kann die Geschichte Sarkun'hr Mortmers erzählen, die sich ihm aufgrund seiner Verbindung durch den Parasiten offenbart hat. Er will sowohl verhindern, dass sich dieser seiner und dadurch seiner Kräfte bemächtigt, als auch das die Militärs den Planeten zerstören. Unter dem Eindruck von Narvarths Geschichte und seiner Taten kann Granit ihm endlich ihre Gefühle offenbaren und beide verbringen die Nacht miteinander. Am nächsten Tag geraten sie wieder in die Fänge der Besatzung der Enola. Sarkun'hr Mortmer erwacht in der Absicht, sich mit Narvarth zu vereinigen und beginnt, sich aus dem Planeten zu lösen. Im Angesicht der Bedrohung durch den Weltenfresser beschließt der Kommandant der Enola, Ythaq zu sprengen. Granit versucht vergeblich, die Besatzung davon abzuhalten und scheitert. Im letzten Moment kann Narvarth seine Gabe zur Beherrschung aller die vier Elemente durch das Rezitieren von Gedichten aktivieren. Es gelingt ihm dadurch sowohl den Geist Sarkun'hr Mortmers zu absorbieren und das Wesen versteinern zu lassen als auch den Countdown der Bombe zu stoppen. Die Gruppe der Schiffbrüchigen kann mit der Enola schließlich den Planeten verlassen. (Band 9)

## Veröffentlichung
Die Reihe erscheint in Frankreich seit Juli 2005 beim Verlag Soleil Productions.
Auf Deutsch wird der Comic seit 2006 vom Splitter Verlag herausgegeben. Die Serie war die erste Übersetzung und Veröffentlichung des im Jahr 2006 wiedergegründeten Verlagshauses. Alle Alben sind als Hardcover gestaltet und haben 56 Seiten Umfang. In einigen Alben sind die letzten Seiten Skizzen, großformatigen Zeichnungen oder anderen Inhalten vorbehalten.
| Band | Französischer Titel     | Text                | Zeichnung    | Jahr | Band | Deutscher Titel            | Jahr |
| ---- | ----------------------- | ------------------- | ------------ | ---- | ---- | -------------------------- | ---- |
| 1    | Terra incognita         | Christophe Arleston | Adrien Floch | 2005 | 1    | Terra incognita            | 2006 |
| 2    | Ophyde la géminée       | Christophe Arleston | Adrien Floch | 2005 | 2    | Die falsche Ophyde         | 2006 |
| 3    | Le Soupir des étoiles   | Christophe Arleston | Adrien Floch | 2006 | 3    | Seufzer der Sterne         | 2007 |
| 4    | L'Ombre de Khengis      | Christophe Arleston | Adrien Floch | 2007 | 4    | Khengis' Schatten          | 2007 |
| 5    | L'Ultime Arcane         | Christophe Arleston | Adrien Floch | 2007 | 5    | Das letzte Geheimnis       | 2008 |
| 6    | La Révolte des pions    | Christophe Arleston | Adrien Floch | 2008 | 6    | Aufstand der Spielfiguren  | 2009 |
| 7    | La Marque des Ythes     | Christophe Arleston | Adrien Floch | 2009 | 7    | Das Zeichen der Ythen      | 2010 |
| 8    | Le Miroir des mensonges | Christophe Arleston | Adrien Floch | 2010 | 8    | Der Spiegel der Lügen      | 2011 |
| 9    | L'Impossible vérité     | Christophe Arleston | Adrien Floch | 2011 | 9    | Die unfassbare Wahrheit    | 2011 |
| 10   | Nehorf capitol transit  | Christophe Arleston | Adrien Floch | 2012 | 10   | Nehorf-Capitol Transit     | 2013 |
| 11   | L'haleine de l'ogre     | Christophe Arleston | Adrien Floch | 2013 | 11   | Der Atem des Oger          | 2014 |
| 12   | Les Clefs du Néant      | Christophe Arleston | Adrien Floch | 2014 | 12   | Die Schlüssel des Nichts   | 2015 |
| 13   | Glèbe la Singulière     | Christophe Arleston | Adrien Floch | 2015 | 13   | Glebo, Der seltsame Planet | 2016 |
| 14   | Le Joyau du génie       | Christophe Arleston | Adrien Floch | 2016 | 14   | Das Juwel des Genies       | 2017 |
| 15   | Imperator express       | Christophe Arleston | Adrien Floch | 2018 | 15   | Imperator Express          | 2019 |
| 16   | Les assiégés de Glèbe   | Christophe Arleston | Adrien Floch | 2019 | 16   | Die Belagerung von Glebo   | 2020 |
| 17   | La grotte des faces     | Christophe Arleston | Adrien Floch | 2020 | 17   | Die Höhle der Gesichter    | 2021 |

## Rezeption
Simon Weinert von Comicgate schreibt zum Start der Serie: Das ist keine große Literatur, aber spannend und spaßig. Die Figurenkonstellation ist klassisch: ein dümmlicher Kerl unterwegs mit zwei attraktiven Frauen in aberwitzig entblößendem Outfit. Doch trotz aller Klischees und Albernheiten hat die Handlung etliche schöne Abenteuermomente und sogar einen wirklich überraschenden Cliffhanger zu bieten. Dieses Album ist ein rundum gelungener Auftakt des neuen Verlagsprogramms.
Zum dritten Band schreibt Stefan Pannor von Spiegel Online: Zudem bestechen pointierte Dialoge und raffinierte Wortspiele, in der deutschen Ausgabe hervorragend übersetzt. Arleston verbindet die Bildfreude etwa der klassischen "Star Wars"-Filme mit dem Dialogwitz einer Screwball-Comedy. Und Zeichner Adrien Floch, Newcomer im Comic-Bereich, übertrifft seinen Textlieferanten noch mit einer Vielzahl optischer Anspielungen, nicht nur an das Science-Fiction-Genre, sondern auch an die Commedia dell'arte und an klassische Mantel-und-Degen-Stoffe. So unterhaltsam waren außerirdische Abenteuer lange nicht.
Den abschließenden neunten Band bewertet Frank Drehmel von Phantastiknews: Visuell nach wie vor ein Hingucker, storyseitig nicht ganz der würdige Abschluss, den man sich gewünscht hat, da es der Auflösung an Originalität mangelt und die hektische Inszenierung letztlich zum Spannungs- respektive Atmosphäretöter mutiert.